# Салют (кинотеатр, Екатеринбург)
«Салю́т» (Екатеринбургское муниципальное унитарное предприятие «Кинотеатр „Салют“», ранее Муниципальное унитарное предприятие «Детский специализированный Кинотеатр „Салют“») — один из старейших кинотеатров Екатеринбурга. Прекратил работу в феврале 2020 года. В январе 2025 года объявлено о создании на базе бывшего кинотеатра «Салют» молодёжного кластера, начаты работы по приспособлению здания. 

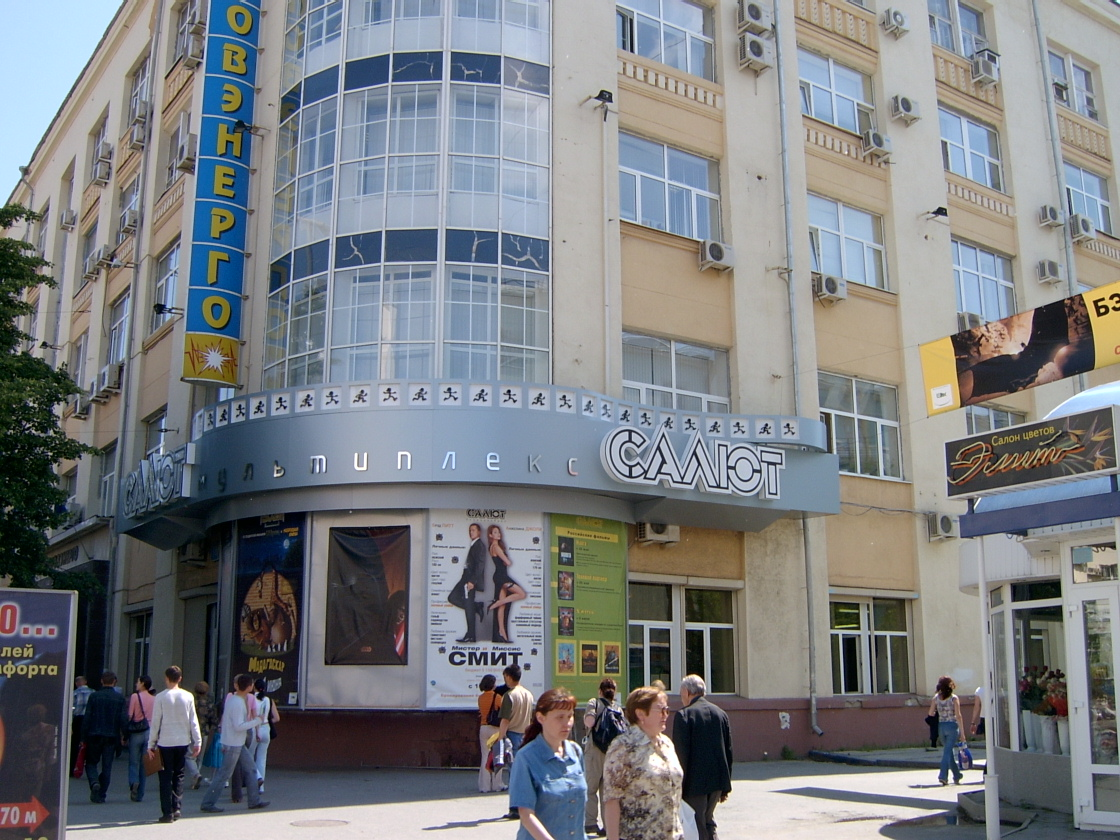
Центральная афиша мультиплекса «Салют» (вид до 2014 года)

Вид до 2005 года

## История
- 1912 — «Художественный»
- 1930 — «МЮД»
- 1956 — «Салют»

Датой основания кинотеатра считается 13 (26) октября 1912 года, когда на его нынешнем месте открылся четвёртый электротеатр в Екатеринбурге — «Художественный». Информация об этом с фотографией здания была опубликована в городской газете «Голос Урала» за 13 октября 1912 года:

«В субботу 13 октября открытие художественного электро-театра, бывший Варьете. Колобовская улица, дом Имщенецкого. Боевая программа картин, подробности в афишах».

Первыми картинами, показанными в новом кинотеатре, стали фильмы «Баронесса-преступница», «Затравленная», «Бой быков в Испании» и «Под натиском страсти».
Кинотеатр располагался в помещении бывшего варьете в доме Имшенецкого на Колобовской улице (сейчас Толмачёва, 12) недалеко от её пересечения с Главным проспектом (сейчас проспект Ленина). Рядом находилась гостиница «Пале-рояль», именно на её скошенном фасаде вывешивались киноафиши, в 1930-х здание было надстроено и передано «Свердловэнерго», но киноафиши вывешиваются на нём и по сей день. Недалеко от «Художественного», на «театральном перекрёстке» (неофициальное название перекрёстка пр. Ленина и ул. Карла Либкнехта) находились ещё два кинотеатра: «Колизей» и «Лоранж» (после революции «Октябрь» и «Совкино»). Так что конкуренция киносалонов всегда была достаточно жёсткой.
После Революции «Художественный» был национализирован и превращён в специализированный детский кинотеатр. 6 сентября 1930 года в честь XVI Международного юношеского дня он был переименован в Комсомольский театр имени «XVI МЮД» (обычно его называли просто «МЮД»). В 1935 году обзавёлся звуковой аппаратурой.
В 1956 году был переименован в «Салют». В 1968 году старое здание сгорело, затем несколько раз перестраивалось. Современный вид приобрело в 1979 году. Помимо кинопрокатной деятельности руководство кинотеатра занималось и культурно-просветительской: здесь проводились лекции, выставки, общественные мероприятия. 
С началом 90-х годов «Салют» стал муниципальным кинотеатром и перешёл на коммерческие рельсы. В отличие от большинства городских киносалонов, которые из-за обвального падения зрительского спроса либо закрылись, либо перестали закупать новые ленты, он продолжал исправно работать. Первым в городе начал прокат американских фильмов класса А (блокбастеров).
В 1998 году на российские экраны вышел фильм Д. Кэмерона «Титаник». По общему мнению, он вернул российского зрителя в кинозалы. «Салют» оперативно начал его показ с 20 февраля, первые две недели с оригинальными субтитрами, затем в обычном дублированном варианте. Картина произвела в городе фурор. За ней выстраивались очереди, при том что цена билета была в несколько раз выше обычной. Многие ходили на фильм по нескольку раз, а поклонники по 20-30 раз. Вырученные от проката средства позволили «Салюту» уже к началу осени провести современную реконструкцию: установить систему цифрового многоканального звука «Dolby Digital» и на 50 % увеличить размер экрана в большом зале (14х7 метров, долгое время самый большой на Урале). Так что зрители успели посмотреть некоторые фильмы в старом и новом варианте. В следующем году кинотеатр попал в Книгу рекордов Гиннесса как кинотеатр, показывающий фильм дольше всех в мире (1 год и 7 месяцев). При этом сертификат о рекорде получен не был.
В 2001 году «Салют» стал первым кинотеатром в России, показавшим фильм «Мулен Руж!» за 3 недели до официальной премьеры, получив право эксклюзивного показа. По итогам проката был зафиксирован российский рекорд по кассовым сборам и продолжительности (1 год).
«Салют» является мультиплексом, состоявшим из восьми залов, оборудованных в соответствии с современными стандартами. Общее количество мест превышало 900. Помимо демонстрации коммерческого кино регулярно проводил фестивальные показы картин из разных стран. Ежегодно кинотеатр посещало несколько сот тысяч человек, из которых каждый пятый — ребёнок.
Отличительной особенностью мультиплекса являлась ориентация на некассовое нерядовое кино — артхаус, авторское кино, интеллектуальное и другие разновидности. В среднем раз в неделю в «Салюте» показывался фильм, посмотреть который в Екатеринбурге можно только здесь. Кинотеатр, единственный на Урале, являлся членом международной сети Europa Cinemas.
В 2019 году мэрия Екатеринбурга приняла решение закрыть кинотеатр.
14 февраля 2020 года «Салют» работал последний раз. В этот день в нём шли фильмы: «Зелёная книга», «Паразиты» (в связи с получением премии «Оскар» все последние дни на фильм не было свободных мест, больше нигде в городе его не показывали) и «Хищные птицы: Потрясающая история Харли Квинн». Последний сеанс состоялся в 15:30 («Хищные птицы»).
С 15 февраля 2020 года кинотеатр прекратил работу. Его помещения переданы в ведение городского Дворца творчества детей и молодёжи.
В январе 2025 года глава Екатеринбурга Алексей Орлов принял решение передать здание «Салюта» Свердловскому областному фонду поддержки предпринимательства (СОФПП) для организации на базе бывшего кинотеатра городского молодёжного кластера . Открытие первой очереди молодёжного кластера запланировано на август 2025 года.
В феврале и марте 2025 года во время работ по приспособлению бывшего здания кинотеатра «Салют» для задач молодёжного кластера было обнаружено и сохранено множество документов, артефактов и предметов кинооборудования 1970-х — 2010-х годов.

## Руководство
- 1979 — 1986 — Кошкина Кира Николаевна
- 1986 — 2006 — Владычкин Николай Абрамович
- 2006 — 2019 — Федяков Сергей Валентинович
- 2019 — Кириллов Федор Валерьевич (и.о.)
- с декабря 2019 — Кузнецова Жанна Джемсовна